# Rozhlas a televízia Slovenska
Rozhlas a televízia Slovenska (en català, «Ràdio i televisió d'Eslovàquia»), també coneguda per les seves sigles RTVS, fou l'organització de radiodifusió pública d'Eslovàquia.
Va ser fundada en 2011 a partir de la unió de les empreses públiques Slovenský rozhlas (ràdio) i Slovenská televízia (televisió) en una sola companyia. Es finançava a través de publicitat, aportacions directes de l'estat i un impost mensual sobre la factura de la llum, amb diferent import entre particulars i empreses. Va ser substituïda el 1r de juliol de 2024 per Slovenská televízia a rozhlas (STVR).
Va ser membre de la Unió Europea de Radiodifusió des de 1993.

## Història
Durant el temps que Eslovàquia va formar part de Txecoslovàquia, només hi havia una organització pública que ostentava el monopoli sobre la radiotelevisió del país. La ràdio eslovaca Slovenský rozhlas, fundada en 1926, va ser integrada en l'ens Československý rozhlas en 1948. D'altra banda, la televisió pública va començar a emetre en 1956 i era part de Československá televize (ČST), que gestionava canals per a tot l'estat sense diferències entre regions. La caiguda del règim comunista després de la Revolució de vellut va servir per implementar llibertat d'expressió i de premsa.
La creació en 1990 de la República Federal Txeca i Eslovaca va comportar canvis en la ČST. La ràdio txeca i l'eslovaca van tornar a funcionar per separat a partir de 1991. Quant a la televisió, el primer canal de ČST es va mantenir com a senyal federal (F1), mentre que el segon es va reconvertir en dues cadenes que només emetrien en les seves nacions: Česká televize a Txèquia i Slovenská televízia (S1) a Eslovàquia. Les emissions de S1 van començar l'1 de juliol de 1991.
L'1 de gener de 1993, Slovenský rozhlas i Slovenská televízia es van convertir en les úniques radiodifusores públiques de l'Eslovàquia independent després de la dissolució de Txecoslovàquia. Les freqüències de ràdio i televisió txecoslovaques van passar al seu control, la qual cosa li va permetre desenvolupar nous canals nacionals: SVT1 pel senyal de l'antic canal federal i SVT2 per l'espai que ocupava S1. Aquest mateix dia, la ràdio i televisió eslovaques van ser admeses en la Unió Europea de Radiodifusió com a membres de ple dret.
La ràdio i televisió van funcionar per separat fins a 2010, quan el govern eslovac va aprovar la seva unió en una nova empresa per estalviar costos i centralitzar la gestió. Rozhlas a televízia Slovenska va començar a funcionar l'1 de gener de 2011.
El juliol de 2024, el govern de Robert Fico va aprovar el traspàs de tots els actius de RTVS a una nova empresa pública, Slovenská televízia a rozhlas (STVR), els membres de la qual són nomenats directament per l'executiu a través del ministeri de Cultura.  La mesura va ser criticada tant pels treballadors de la radiotelevisió, que van denunciar un major control governamental, com per la Unió Europea de Radiodifusió a través del seu director general, qui va assegurar que posava en perill la independència dels mitjans públics.

## Serveis

### Ràdio

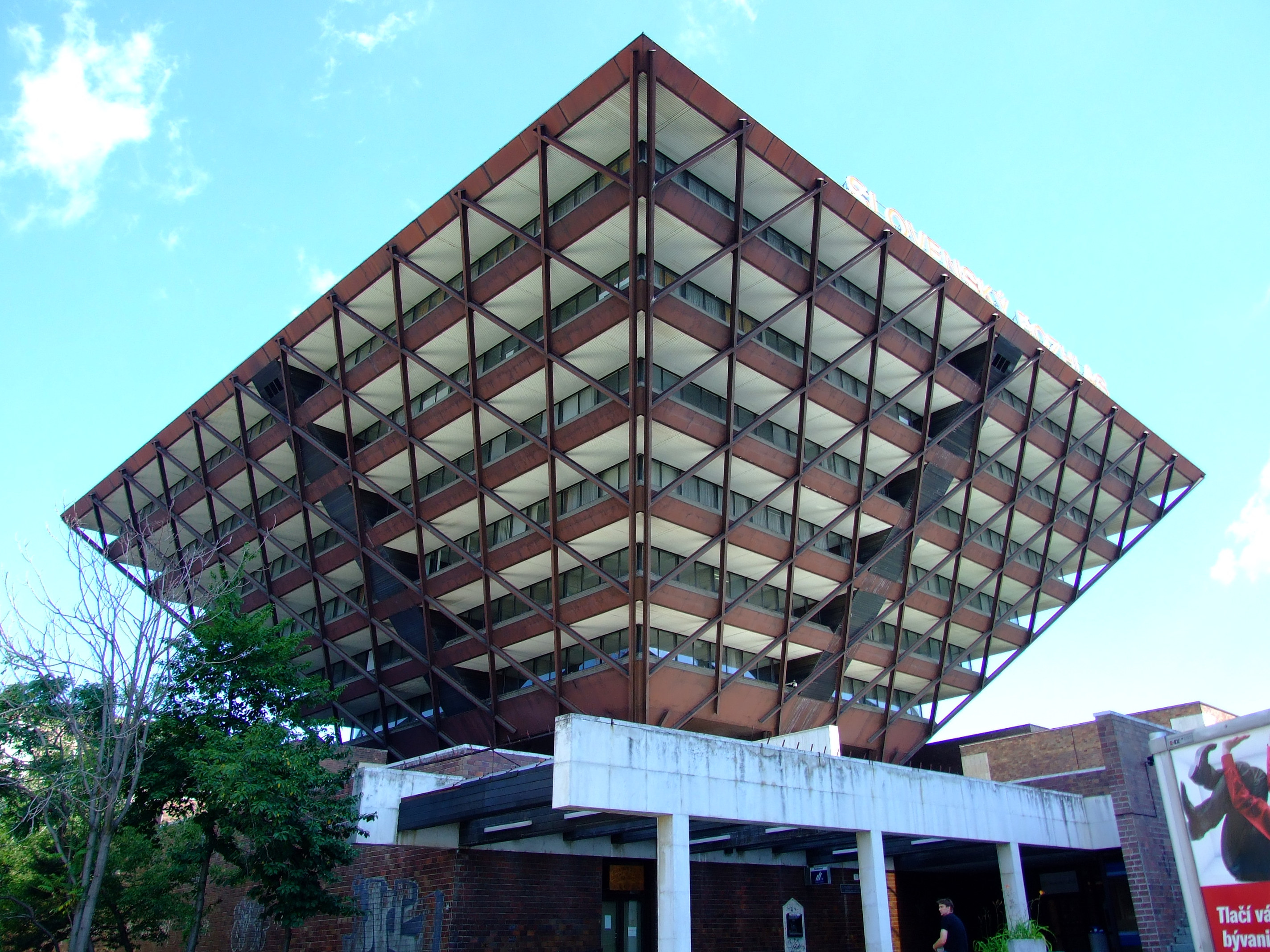
Edifici de la ràdio eslovaca a Bratislava.

RTVS gestiona les ràdios públiques que anteriorment estaven vinculades a l'empresa Slovenský rozhlas.
- Rádio Slovensko: Emissora generalista de caràcter nacional. Ofereix informatius, entreteniment i retransmissions en directe.
- Rádio Regina: Xarxa de ràdios regionals. Es divideix en tres estudis: Bratislava, Banská Bystrica i Košhissi.
- Rádio Devin: Especialitzada en música clàssica i cultura.
- Rádio FM: Emissora dirigida als joves amb música, entreteniment i butlletins informatius.
- Rádio Pàtria: Servei per a les minories ètniques, principalment hongaresos a Eslovàquia.

Les següents emissores només estan disponibles en internet i senyal digital.
- Rádio Litera: Música clàssica i música antiga.
- Rádio Pyramída: Especialitzada en arts i cultura.
- Rádio Junior: Programació infantil.

El servei internacional de RTVS és Rádio Slovakia International i funciona des de 1993. Emet en sis idiomes: alemany, espanyol, eslovac, francès, anglès i rus.
RTVS també s'encarrega del «Cor de nens de la Ràdio Eslovaca», fundat en 1953, i de la «Orquestra Simfònica de la Ràdio Eslovaca».

### Televisió
RTVS gestiona dos canals de televisió, disponibles en senyal terrestre i en internet, més un servei d'arxiu. Abans estaven vinculats a Slovenská televízia.
- Jednotka (:1): Canal generalista per a tots els públics, amb una programació dedicada a la informació i l'entreteniment.
- Dvojka (:2): Programació alternativa amb cinema, espais culturals, esportius i de servei públic.
- Trojka (:3): Programació històrica de RTVS i els seus predecessors STV i ČST. Anteriorment va existir des de 2008 fins a 2011 com a canal esportiu.[6]

Al contrari que altres organitzacions públiques, RTVS no compta amb un senyal internacional.